# 新舞子駅
新舞子駅（しんまいこえき）は、愛知県知多市新舞子にある名鉄常滑線の駅である。駅番号はTA16。駅名・地名の由来は、当駅付近に広がっていた防砂林のある砂浜一帯が、兵庫県神戸市垂水区にある舞子付近の風景と似ていることからである。

## 歴史
- 1912年（明治45年）2月18日 - 愛知電気鉄道傳馬町駅 - 大野駅（現在の大野町駅）間開通時に開業。
- 1935年（昭和10年）8月1日 - 名岐鉄道への合併により名古屋鉄道が発足したため、同社の駅となる。
- 1962年（昭和37年）7月1日 - 駅舎改築[3]。
- 1967年（昭和42年）度 - 貨物営業廃止[4]。
- 2005年（平成17年）1月29日 - 全特急停車駅となる[5]。
- 2010年（平成22年）
  - 3月 - 西改札使用開始[6]。
  - 7月 - 新東口駅舎使用開始[6]。
- 2011年（平成23年）2月11日 - ICカード乗車券「manaca」供用開始。
- 2012年（平成24年）2月29日 - トランパス供用終了。
- 2021年（令和3年）3月11日 - 2番線のホームが南側に延長され、8両対応になる。
- 2023年（令和5年）12月23日 - 終日無人化[7]。

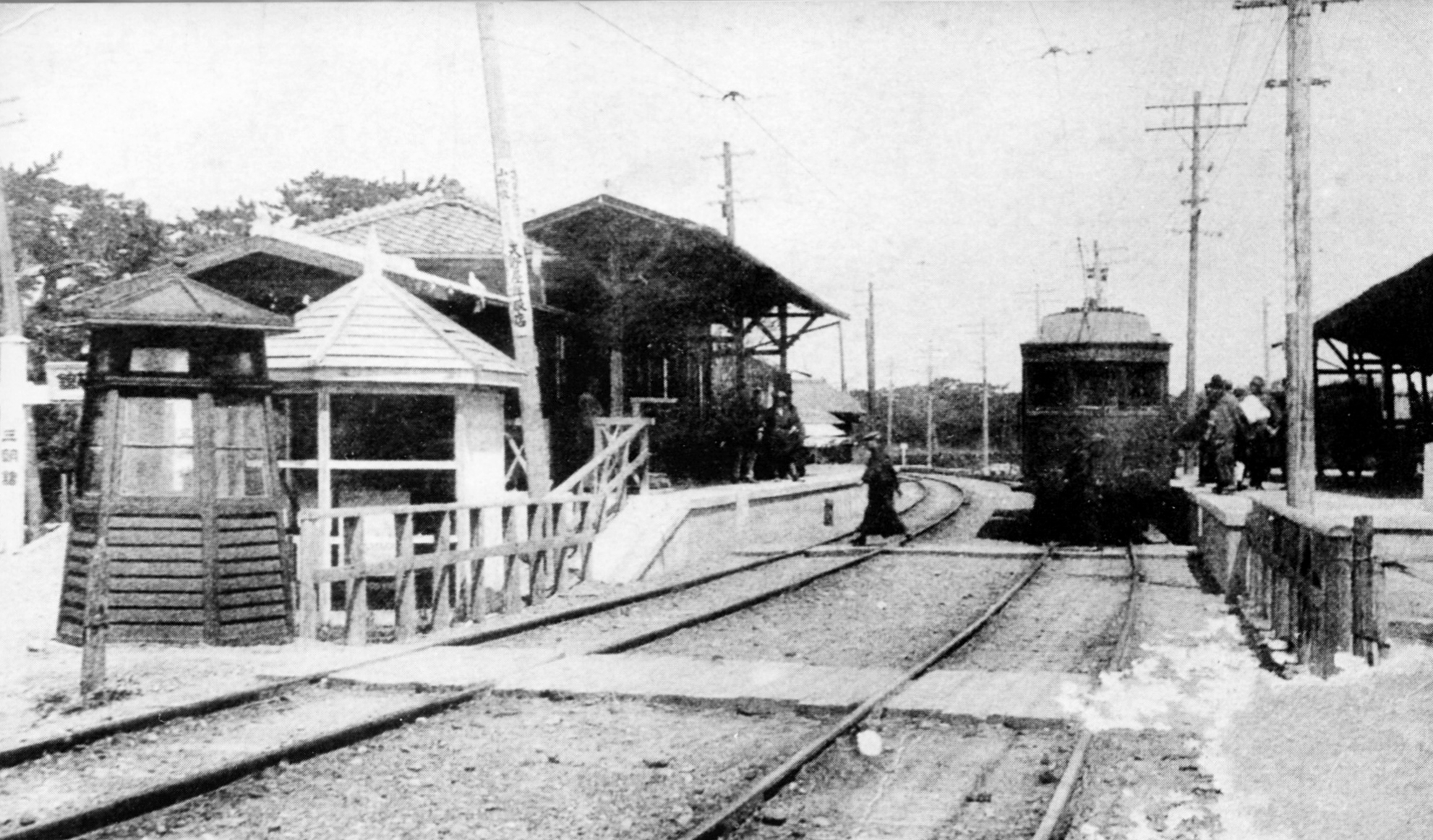
愛電時代の新舞子駅（1919年）
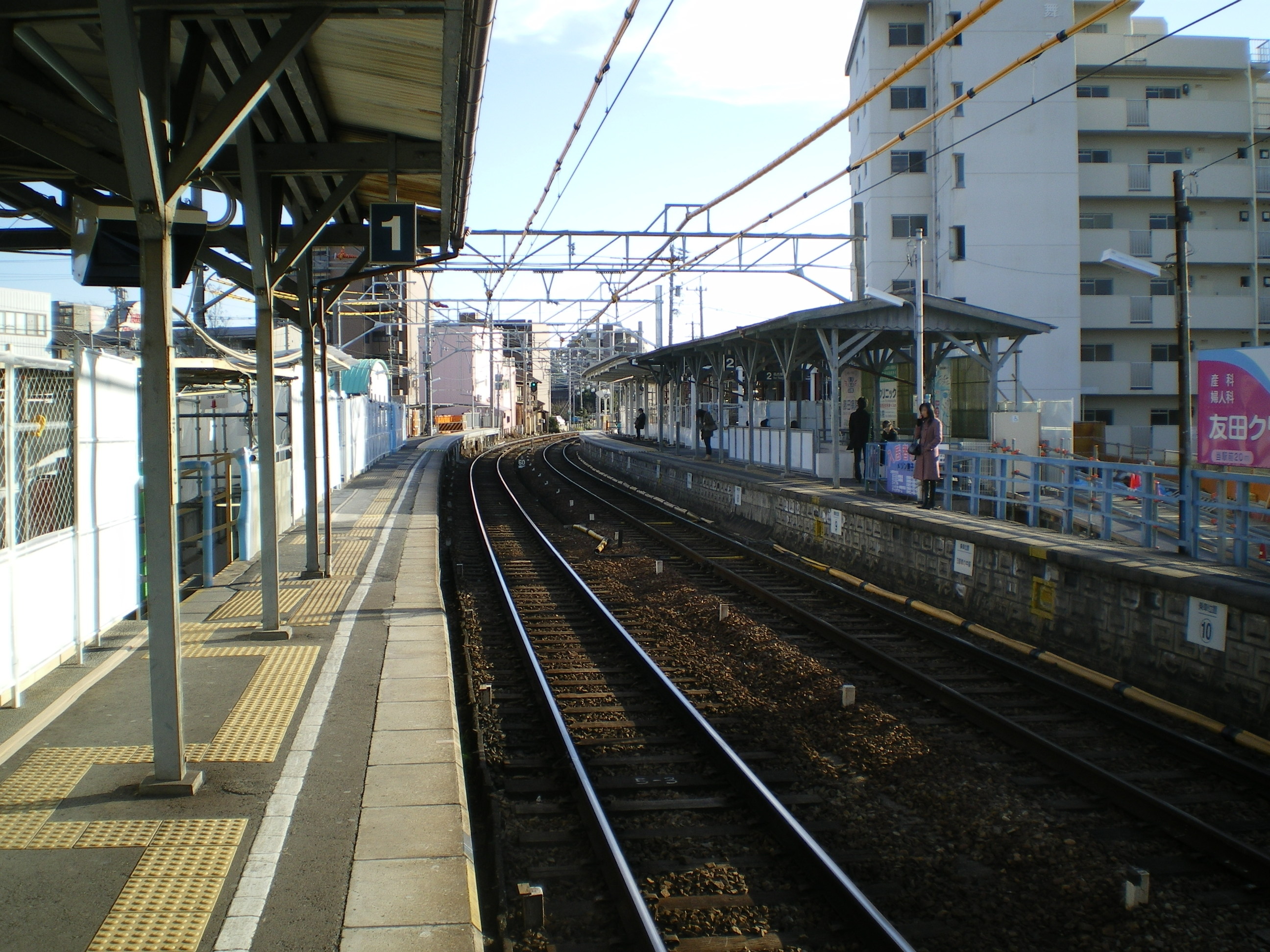
改良前のホーム（2010年）
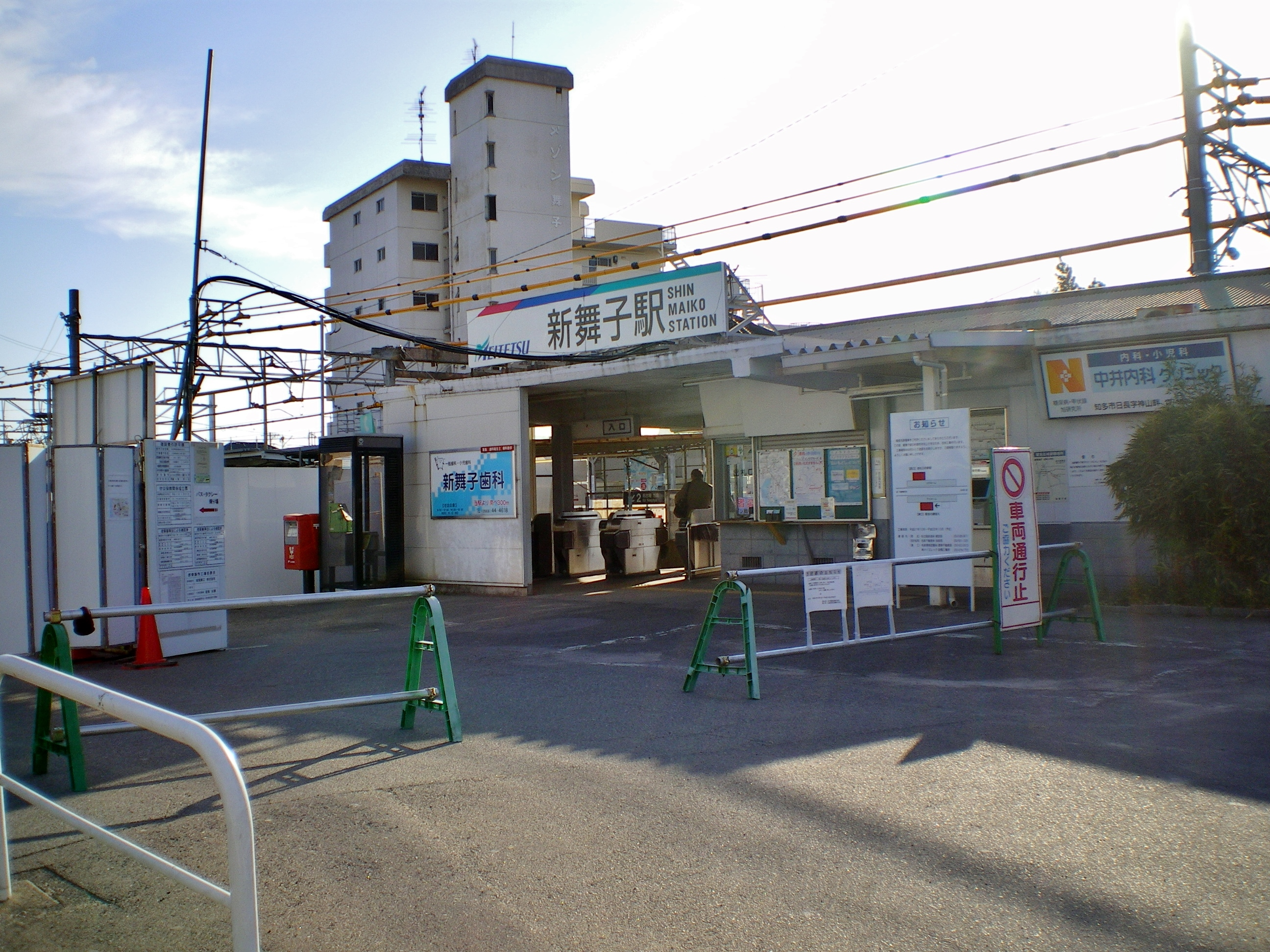
先代駅舎（2010年）

## 駅構造
相対式2面2線ホームの地上駅で無人駅。駅集中管理システム（管理駅は常滑駅）が導入されている。2010年（平成22年）7月より新駅舎となった
。また、駅北側の踏切の歩道拡張に伴い、ホーム北側を削り南側を若干延長した。ホーム有効長は1番線が6両、2番線が8両である。（平日9時01分発の中部国際空港行き特急は8両のため、後ろ2両が締切となる。）
改札口は各ホームに設置されており、上下ホーム間は地下道で行き来することができる。どちらの改札口にも駅前にロータリーが設けられており、改札口のすぐ側に自転車置場がある。西改札口にはさらに自動車のパーキングもある。
2023年（令和5年）12月22日まで、東改札口(1番ホーム側)に限り窓口があり、駅係員が出札業務を行っていた。
双方の改札口にタッチパネル式の自動券売機(継続manaca定期乗車券の購入も可能であるが、名鉄ミューズカードでの決済は7:00~22:00の間に限られる)と、ICカードのチャージに対応した精算機を備えている。なお、無人化直前までは、西改札口(2番ホーム側)付近に精算やICカードのチャージに対応する設備がなかったため、出場に際してそれらが必要な場合については東改札口の精算窓口を利用しなくてはならなかった。
| 番線 | 路線      | 方向 | 行先                         |
| ---- | --------- | ---- | ---------------------------- |
| 1    | TA 常滑線 | 下り | 中部国際空港方面             |
| 2    | TA 常滑線 | 上り | 太田川・金山・名鉄名古屋方面 |

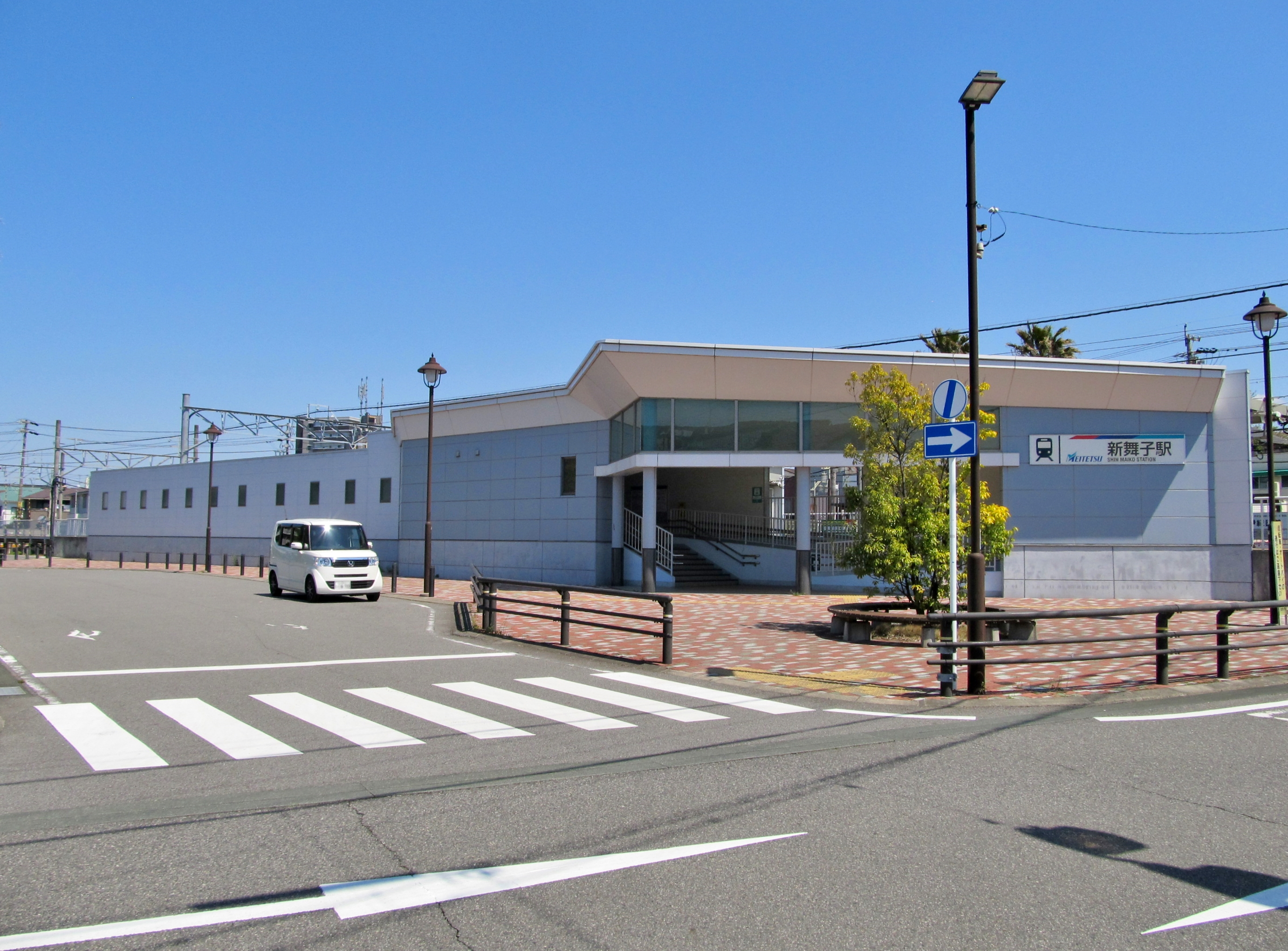
西口
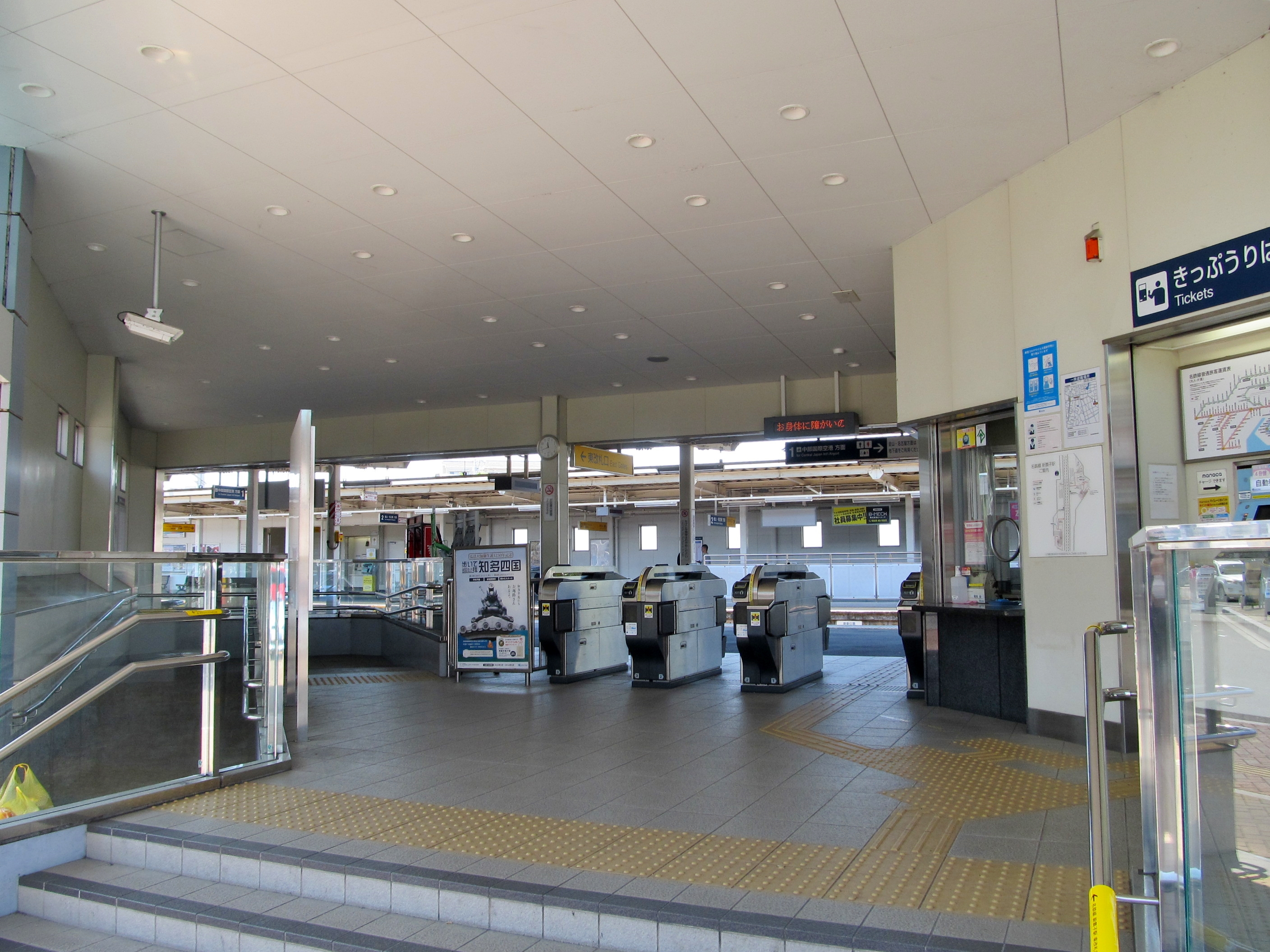
東改札口
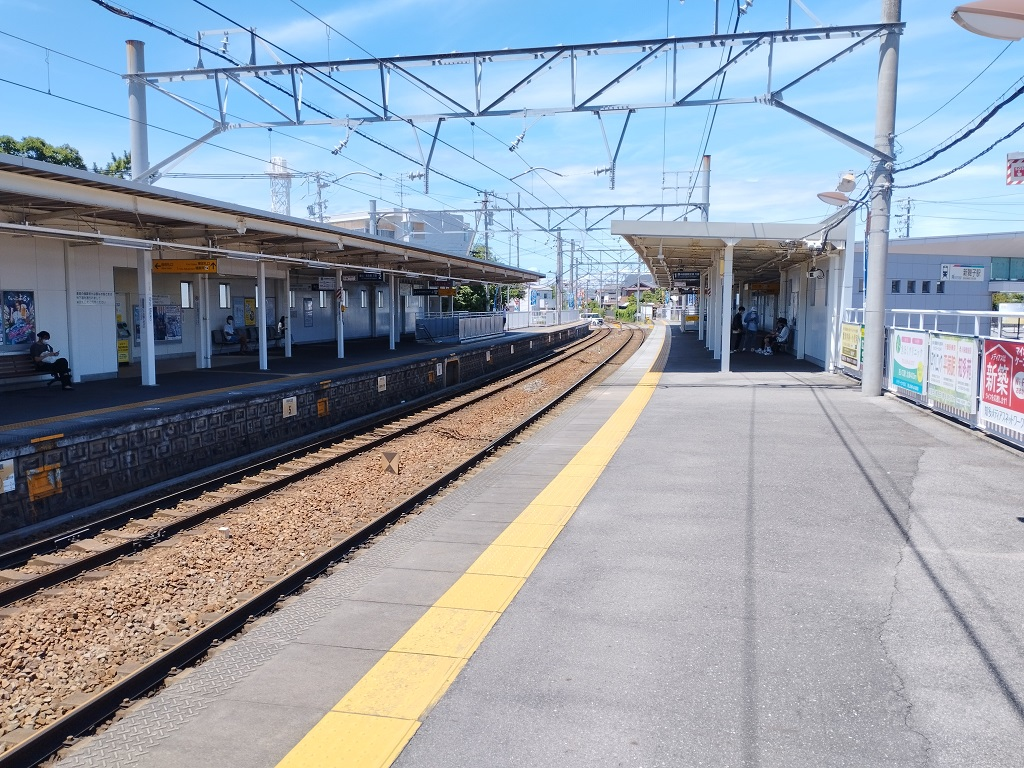
ホーム
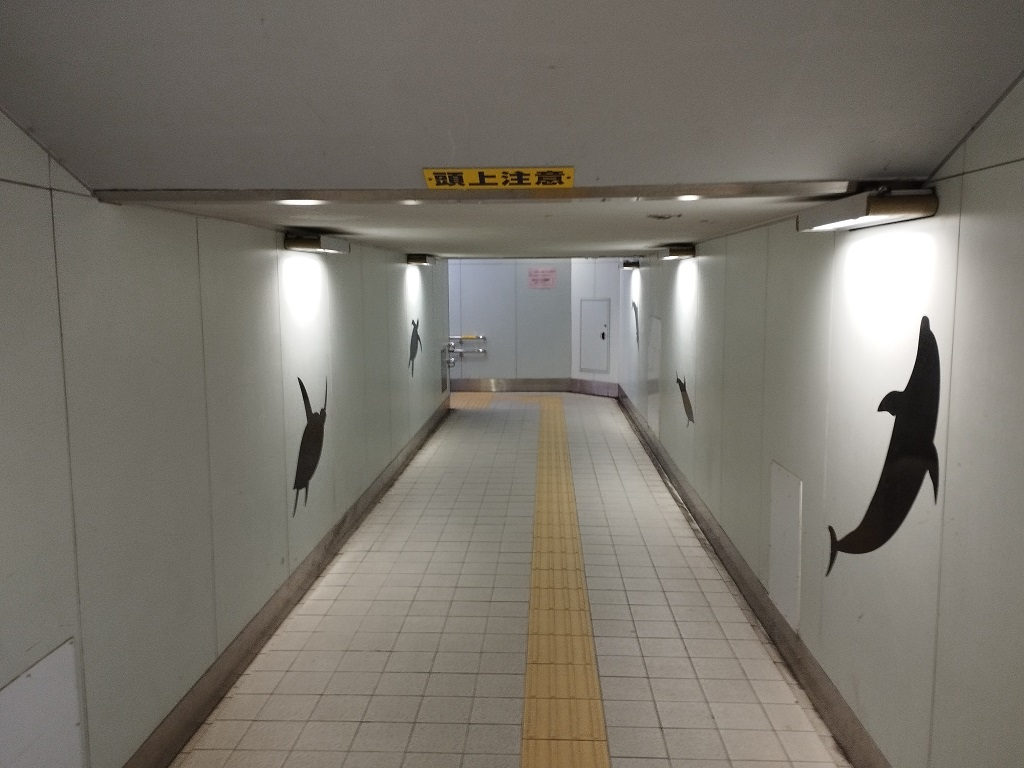
地下道
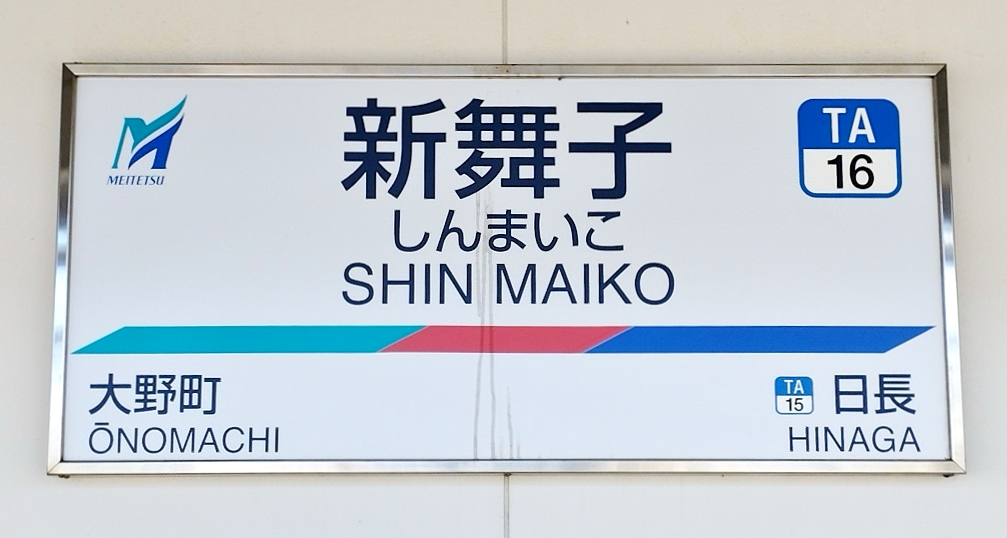
駅名標

### 配線図
| ← 太田川・ 名古屋方面 | 新舞子駅 構内配線略図 | → 常滑・ 中部国際空港方面 |
| 凡例 出典:            |                       |                           |

## 利用状況
- 『名鉄120年：近20年のあゆみ』によると2013年度当時の1日平均乗降人員は5,571人であり、この値は名鉄全駅（275駅）中74位、常滑線・空港線・築港線（26駅）中8位であった[10]。
- 『名古屋鉄道百年史』によると1992年度当時の1日平均乗降人員は4,961人であり、この値は岐阜市内線均一運賃区間内各駅（岐阜市内線・田神線・美濃町線徹明町駅 - 琴塚駅間）を除く名鉄全駅（342駅）中93位、常滑線・築港線（24駅）中14位であった[11]。

「知多の統計」、「移動等円滑化取組報告書」によると、近年の1日平均乗降人員は下表のとおりである。 
| 年度               | 1日平均 乗降人員 |
| ------------------ | ---------------- |
| 2008年（平成20年） | 5,131            |
| 2009年（平成21年） | 5,019            |
| 2010年（平成22年） | 5,051            |
| 2011年（平成23年） | 5,165            |
| 2012年（平成24年） | 5,288            |
| 2013年（平成25年） | 5,571            |
| 2014年（平成26年） | 5,619            |
| 2015年（平成27年） | 6,053            |
| 2016年（平成28年） | 6,109            |
| 2017年（平成29年） | 6,080            |
| 2018年（平成30年） | 6,109            |
| 2019年（令和元年） | 5,992            |
| 2020年（令和02年） | 4,613            |

2005年（平成17年）に特急停車駅になって利便性は向上しているが利用客はそれほど多くない。近年は利用客が増加傾向にある。

## 駅周辺

### 主な施設
- 新舞子マリンパーク（徒歩10-15分程度）
- 知多新舞子郵便局
- 知多信用金庫
- ヤマナカ：アルテ新舞子店
- 国道155号（西知多産業道路）
- 知多消防署 旭出張所
- 新舞子保育園

※ かつては、駅西口側に東京帝国大学農学部（現在の東京大学大学院農学生命科学研究科・農学部）の水産実験研究施設があった。この施設は、5月から11月の間のみ水族館として一般公開していた。この他、遊園地や小型動物園があり、観光地として賑わっていた。

### バス路線
- 知多乗合株式会社「新舞子駅前」バス停：ホームから見て、改札口を出た右のロータリー
新舞子駅前～日長団地（6時～19時運行）
- 知多市コミュニティ交通「あいあいバス」（南部コース）
- 西知多総合病院患者連絡バス

## 隣の駅
名古屋鉄道
TA 常滑線
□ミュースカイ（中部国際空港駅発9時以降の上り列車と全ての下り列車）
通過
□ミュースカイ（中部国際空港駅発9時以前の上り列車）・■特急・□快速急行
朝倉駅 (TA12) - 新舞子駅 (TA16) - 常滑駅 (TA22)
■急行・■準急
古見駅 (TA13) - 新舞子駅 (TA16) - 大野町駅 (TA17)
■普通
日長駅 (TA15) - 新舞子駅 (TA16) - 大野町駅 (TA17)